# Artur Beterbiyev
Artur Asilbekovich Beterbiyev (en tchétchène : Бетербиев Асильбекан Артур ; russe : Артур Асильбекович Бетербиев ;  en français : Artour Assilbekovitch Beterbiïev) est un boxeur canadien d’origine tchétchène né le 21 janvier 1985 à Khassaviourt, dans la RSSA du Daghestan, en Union soviétique.

## Carrière

### Amateur
Champion du monde de boxe amateur à Milan en 2009 et médaillé d'argent à Chicago en 2007 dans la catégorie mi-lourds, sa carrière est également marquée par deux titres européens à Moscou en 2010 et à Plovdiv en 2006. 

### Professionnelle
Beterbiyev passe professionnel en 2013 et bat dès son 6e combat un ancien champion du monde des poids mi-lourds par KO au second round, l'américain Tavoris Cloud. Devenu champion d'Amérique du Nord des poids mi-lourds NABA à l'occasion de ce combat, il remporte également la ceinture continentale NABO et IBF le 19 décembre 2014 en battant aux second round Jeff Page Jr. Le 12 avril 2015, Artur bat Alexander Johnson par KO au 7e round. 
Après l’annulation de son duel éliminatoire contre Sullivan Barrera prévu en avril 2017 et le report de celui contre Koelling en juillet dernier, Beterbiev affronte finalement dans un combat de championnat du monde IBF l’allemand Enrico Koelling le 11 novembre 2017 à Fresno, en Californie. Il s'impose par KO dans la douzième et dernière reprise puis conserve sa ceinture le 6 octobre 2018 en s'imposant par KO au 4e round face à Callum Johnson puis au 5e round contre Radivoje Kalajdzic le 4 mai 2019.
Le 18 octobre 2019, il affronte le boxeur Ukrainien Oleksandr Hvozdyk, champion WBC de la catégorie, dans un combat de réunification et s'impose par arrêt de l’arbitre au 10e round après avoir fait subir 3 knock-downs à son adversaire dans cette reprise. Beterbiyev conserve ses ceintures WBC et IBF le 20 mars 2021 en battant par arrêt de l’arbitre au 10e round Adam Deines. Il en fait de même le 17 décembre de la même année en défaisant l'Américain Marcus Browne par KO au neuvième round, et ce malgré une coupure au front.
Le 18 juin 2022, il bat l'Américain Joe Smith Jr., champion WBO de la catégorie, par arrêt de l'arbitre au second round.
Le 13 janvier 2024, il bat l'ancien champion WBA Callum Smith par arrêt de l'arbitre au 7ème round. 
Le 12 octobre 2024, il remporte son combat contre Dmitri Bivol par décision majoritaire. Il met alors fin à sa série de victoires par K.O. et devient le champion unifié et donc incontesté de la catégorie des mi-lourds. 
Le 22 février 2025, il perd la revanche contre Dmitri Bivol par décision majoritaire, 116 - 112, perdant son invincibilité et ses titres.  

## Palmarès amateur

### Jeux olympiques
- Quart de finaliste aux Jeux de 2012 à Londres, Angleterre
- Huitième de finaliste aux Jeux de 2008 à Pékin, Chine

### Championnats du monde de boxe
- Médaille d'or en -81 kg en 2009 à Milan, Italie
- Médaille d'argent en -81 kg en 2007 à Chicago, États-Unis

### Coupe du monde de boxe
- Médaille d'or en -81 kg en 2008 à Moscou, Russie

### Championnats d'Europe de boxe
- Médaille d'or en -81 kg en 2010 à Moscou, Russie
- Médaille d'or en -81 kg en 2006 à Plovdiv, Bulgarie